# Oaseneffekt
Beim sogenannten Oaseneffekt steht der Verdunstung eine größere Energiemenge zur Verfügung als von der Strahlung allein geliefert wird (L.E. > QN).
Voraussetzung für den Oaseneffekt ist ein bewässerter Standort mit arider Umgebung (Oase).

## Vorgang
Warme, trockene Luft strömt über eine sehr feuchte Oberfläche. Die für die Verdampfung des Wassers erforderliche Energie (Verdampfungsenthalpie) kühlt die Oberfläche sehr stark ab, wodurch sich im Boden ein Wärmestrom hin zur Oberfläche ausbildet.